# 임수정 (격투기 선수)
임수정(1985년 10월 17일 ~ )은 대한민국의 킥복싱 선수다. 소속사는 티 엔터테이먼트, 소속은 삼산이글체육관이다. 2008년 The Khan1 대회에서 오스트레일리아의 애슐리 리를 꺾었으며, 2009년에는 K-1 Max Korea 대회에서 여성 최초로 출전하여 일본의 레이나 선수를 연장까지의 접전 끝에 겨우 K-1에서 첫 승을 거두게 된다. 무에타이 포함 통합 전적은 28전 24승 4패(8KO)다.(2012년 1월 15일)

## 킥복싱 전적
| 경기일자         | 상대          | 결과 | 내용        | 대회                                                          |
| ---------------- | ------------- | ---- | ----------- | ------------------------------------------------------------- |
| 2012년 1월 15일  | 미쿠 하야시   | 승   | 3R 판정     | 더 칸 3 뉴제너레이션                                          |
| 2010년 3월 28일  | 사사키 사코토 | 승   | 연장4R 판정 | J-Girls catch the stone 6                                     |
| 2009년 11월 27일 | 박우연        | 승   | 3R 판정     | 더 칸 2                                                       |
| 2009년 11월 27일 | 알레나 홀라   | 승   | 3R 판정     | 더 칸 2                                                       |
| 2009년 9월 26일  | 첸칭          | 승   | 3R 판정     | K-1 Max Korea 2009 in Seoul                                   |
| 2009년 8월 23일  | 야마구치 메이 | 패   | 3R 판정     | SHOOT BOXING GIRLS TOURNAMENT Girls S-cup 2009                |
| 2009년 3월 20일  | 레이나        | 승   | 연장4R 판정 | K-1 Max Korea 2009                                            |
| 2008년 3월 30일  | 애슐리 리     | 승   | 3R TKO      | The Khan 1                                                    |
| 2006년 10월 7일  | 윈디 토모미   | 패   | 3R 판정     | 전미 킥복싱 연맹; Cub*Kick's 3 days 1st - AJ Night: Tradition |

## 타이틀
- 대한무에타이협회 밴텀급 챔피언
- 네오파이트 52kg급 토너먼트전 챔피언

## 사건
- 한국 이종 격투기 선수 임수정이 일본 예능에 출연해 구타 당했다는 사실이 알려져 논란이 됐다.[1] 2011년 7월 3일 녹화 방송된 지상파 방송인 TBS 예능프로그램 ‘불꽃체육회 TV 2011’(ja:炎の体育会TV)에 출연해 일본 남자 코미디언 카스가 토시아키(ja:春日俊彰), 시나가와 히로시(ja:品川祐), 이마다 코지(ja:今田耕司)과 총 3라운드의 대결을 벌였다.[2][3] 여자 이종격투기 선수 임수정(26·용인대 격기지도학과)씨가 일본의 한 방송프로그램에서 불공정한 격투를 벌이다 전치 8주의 부상을 입은 것을 둔 사건이 논란이 일었다. ‘쇼’인 줄 알고 보호장구도 갖추지 않은 임씨를 일본 남자들이 무차별적으로 공격하는 장면이 나온 것이다.

## 출연작

### 영화
- 초콜렛(2008)

### 방송
- 셔틀탈출기내가용자라니(2010년)
- 제4구역리얼매뉴얼(2011년)
- KBS2출발드림팀